# Diocèse de Mahenge
 (mars 2019).
Si vous disposez d'ouvrages ou d'articles de référence ou si vous connaissez des sites web de qualité traitant du thème abordé ici, merci de compléter l'article en donnant les références utiles à sa vérifiabilité et en les liant à la section « Notes et références ».
Le diocèse de Mahenge (Dioecesis Mahengensis) est un siège de l'Église catholique suffragant de l'archidiocèse de Dar-es-Salam. En 2012, il comptait 200 000 baptisés sur 277 221 habitants. Il est actuellement tenu par Mgr Agapiti Ndorobo.

## Territoire
Le diocèse comprend une partie de la région de Morogoro en Tanzanie.
Le siège épiscopal se trouve à Mahenge, à la cathédrale du Christ-Roi.
Le territoire est subdivisé en 19 paroisses.

## Histoire
Le diocèse est érigé le 21 avril 1964 par la bulle Praeceptum illud de Paul VI, recevant son territoire de l'archidiocèse de Dar-es-Salam.
Le 14 janvier 2012, il cède une portion de territoire pour le nouveau diocèse d'Ifakara.

## Ordinaires
- Élias Mchonde † (21 avril 1964 - 13 juin 1969, décédé)
- Nikasius Kipengele † (25 juin 1970 - 7 décembre 1971, décédé)
- Patrick Iteka † (14 juin 1973 - 22 août 1993, décédé)
- Agapiti Ndorobo, à partir du 3 mars 1995

## Statistiques
Le diocèse à la fin de l'année 2012 sur une population de 277 221 personnes comptait 200 000 baptisés, correspondant à 72,1% du total. Il est desservi par 38 prêtres diocésains et 3 prêtres réguliers, soit un prêtre pour 4 878 baptisés, 3 religieux et 67 religieuses, dans 19 paroisses.